# Đào Duy Hiệp
Đào Duy Hiệp (18 tháng 5 năm 1953 – 4 tháng 12 năm 2023) là một tác gia và phó giáo sư ngữ văn học Việt Nam.

## Lịch sử
Phó giáo sư, Tiến sĩ Đào Duy Hiệp sinh ngày 18 tháng 05 năm 1953 tại phường Quán Thánh, quận Ba Đình, Hà Nội. Ông tốt nghiệp khoa Ngữ Văn (nay là khoa Văn học) trường Đại học Tổng hợp Hà Nội (nay là Trường Đại học Khoa học Xã hội và Nhân văn, Đại học Quốc gia Hà Nội) vào năm 1974 và được giữ lại làm giảng viên khoa Văn đến nay.
Trong giai đoạn 1974 - 1979, ông được cử đi tu nghiệp tại Bucharest chuyên ngành văn học Pháp và România, sau đó về nước giảng dạy, làm chủ nhiệm bộ môn Văn học Nga và phương Tây.
Giai đoạn 1992 - 2002, ông là tu nghiệp sinh ngành dịch thuật văn chương tại Paris.
Năm 2004, ông bảo vệ thành công luận văn tiến sĩ với đề tài Thời gian trong tiểu thuyết Marcel Proust, từ đó kiêm nhiệm hướng dẫn sinh viên và nghiên cứu sinh cao học về văn học phương Tây.
Năm 2009, ông được phong hàm phó giáo sư.
| “                               | Buổi chiều có người đi qua mang bán mấy con cá lạ. Chúng đẹp. Thấy người dáng mạo tử tế, tôi mua, lại biếu thêm ít tiền đi đường. Tôi cọ cái bình thủy tinh, đổ nước rồi thả chúng vào. Cái bình được đặt lên tấm vải thổ cẩm trên bàn, bên cửa sổ mà tôi vẫn hay ngồi viết. Thay bã chè, pha nước, rồi quay ra mời khách. Người ấy phất áo, cáo từ. Tôi cũng không nài. Thoắt cái, đã không nhìn thấy ông ta nữa. Vào nhà, ngồi nhâm nhi chén trà. Bỗng nhớ đến mấy con cá. Nhìn sang, chỉ còn thấy bình không. Trên trời, mây nhởn nhơ. Có đám vẩy mây ngũ sắc trông như những con cá ngủ trên bầu trời. Đang vơ vẩn bỗng có điện thoại reo. "Alô?". Đó là Sinh, bạn thời sinh viên, bảo mang đồ đến nhắm rượu. Tôi hỏi mang gì, (đầu dây đằng kia thấy nhiều tiếng nói, cười, chắc bọn chúng đã hẹn gặp nhau từ trước), hắn bảo: "Thịt chó". Tôi dứt khoát xua tay như có bọn chúng đang đứng trước mặt: "Không! Cứ đến đây". Tôi giục người nhà chạy ra mua thịt quay, dặn lấy thêm củ kiệu, rau thơm, đậu phụ, bày rượu, rồi sắp mâm ngồi chờ. Lại mua con gà, bắc nồi cháo, vặn nhỏ lửa. Uống rượu xong, được bát cháo nóng là nhất. Bọn Sinh, Thế, Sự, Giới, đều bạn cũ cả, mặc đỏ, đen, trắng, vàng đến ồn ã ăn, uống, nói, cười. Tôi đem chuyện buổi chiều ra kể. Cái áo màu đen đứng dậy, ra bàn, cúi xuống nhìn. Hắn phất tay, rút trong túi ra một chiếc khăn đen, phủ lên miệng bình, lẩm nhẩm như niệm thần chú, hua tay bí ẩn, rồi lại lùng bùng hai tay trong khăn như người làm trò ảo thuật. Khi bỏ khăn ra, cả bọn ồ lên kinh ngạc, trong bình mấy con cá lạ đang nhởn nhơ bơi. Tôi dụi mắt, cho tay vào vớt lên một con, rồi lại thả vào. Rắc vụn bánh, chúng bơi lên ăn. Tôi cảm ơn hắn lắm, nhưng trong lòng phân vân không rõ hư, thực ra sao. Trời đã chiều. Lũ bạn đang say ngủ trên tấm thảm thổ cẩm trải trên sàn. Mâm bát đã được dọn đi. Không khí trong lành, lắng dịu. Khi ngủ ai cũng lành. Tôi lẳng lặng nằm cạnh màu vàng, mơ màng. Những con cá ngũ sắc đang bơi lượn, hiền minh. Sáng dậy, chẳng còn ai. | ” |
| — Đào Duy Hiệp, Những con cá lạ | |   |

## Công trình
Bên cạnh công tác nghiên cứu và giảng dạy văn học phương Tây, Đào Duy Hiệp còn sáng tác thơ, truyện và kịch mang hơi hướng hiện thực huyền ảo.

### Báo cáo khoa học
1. Hội thảo khoa học về Cách mạng Pháp 1789: Rousseau et la nature [Rousseau với thiên nhiên]. Symposyum sur le bicentenaire de la Grande revolution française 1789, 1989
2. Hội thảo khoa học về 200 năm sinh Victor Hugo (2002): Victor Hugo - Nhà thơ. Tạp chí Văn học nước ngoài, 02/2002
3. Hội thảo khoa học về Tự sự học (2001): Một số hình thức tự sự trong Đi tìm thời gian đã mất của Marcel Proust. Tự sự học - Một số vấn đề lí luận và lịch sử, 01/2004
4. Hội thảo khoa học về 400 năm Don Kihoté (2005): Sự song hành thời gian carnaval trong Don Kihoté của Cervantes. Tạp chí Văn Học Nước Ngoài, 03/2005
5. Hội thảo khoa học về 100 năm Đại học Đông Dương: Phê bình phương Tây ở Việt Nam - tiếp nhận và ứng dụng. Tạp chí Nghiên Cứu Văn Học, 05/2006
6. Hội thảo khoa học về Văn học kì ảo (2006): Cấu trúc cái kì ảo trong truyện ngắn Maupassant. Tạp chí Nghiên Cứu Văn Học, 09/2006
7. Hội thảo khoa học về 50 năm khoa Văn Học (2006): Phối cảnh và điểm nhìn trong truyện kể. Những vấn đề mới trong nghiên cứu và giảng dạy văn học, 10/2006
8. Hội thảo khoa học về Pushkin và Gogol (2009): Thực tại và chủ thể phát ngôn trong Những linh hồn chết của Gogol. 09/2009
9. Hội thảo khoa học về Tự sự văn học dân gian (2009): Nghiên cứu truyện cổ Grimm từ lí thuyết hiện đại (trường hợp Chim ưng thần). 2009

### Đề tài khoa học
1. Thời gian trong sáng tác của Rousseau - Flaubert - Proust. Mã số: T94 NV2, cấp trường Đại học Tổng hợp, nghiệm thu năm 1995, 69 trang.
2. Thời gian trong 'Đi tìm thời gian đã mất' của Marcel Proust và ứng dụng vào nghiên cứu, giảng dạy văn học Việt Nam. Mã số: QX 2001.09, cấp Đại học Quốc gia, nghiệm thu năm 2005, 200 trang.
3. Phê bình văn học hiện đại của Pháp - thành tựu, tiếp cận và ứng dụng. Mã số: QG.08-18, đặc biệt cấp Đại học Quốc gia, 2008-2010.

### Luận văn
1. Những yếu tố thời gian qua Rousseau - Flaubert - Proust. Tạp chí Văn Học, 10/1998
2. Thời gian và tiểu thuyết. Diễn đàn Văn Nghệ Việt Nam, 12/1998
3. Những qui tụ thời gian trong 'Dưới bóng những cô gái tuổi hoa' của Marcel Poust. Tạp chí Văn Học, 06/1999
4. Xuân Kỉ Mão, đọc và nghĩ về thơ. Tạp chí Sông Hương, 03/1999
5. Những quan niệm của nước ngoài về truyện ngắn và đọc truyện ngắn hiện đại. Tạp chí Văn Học Nước Ngoài, 05/1999
6. Hành trình tiểu thuyết với 'Don Kihoté - nhà quý tộc tài ba xứ Mancha'. Tạp chí Văn Học Nước Ngoài, 01/2001
7. Bài thơ 'Những tương ứng' của Baudelaire. Tạp chí Văn Học Nước Ngoài, 03/2001
8. Proust và 'Đi tìm thời gian đã mất' (40 trang). Tạp chí Văn Học Nước Ngoài, 03/2002
9. Victor Hugo trong 'Đi tìm thời gian đã mất'. Tạp chí Văn Học, 06/2002
10. Phê bình văn học phương Tây - nhìn lại và suy nghĩ. Tạp chí Văn Học Nước Ngoài, 05/2003
11. Kiểu tự sự trong bài thơ Không nói. Tạp chí Ngôn Ngữ & Đời Sống, 03 (101) / 2004
12. Niên biểu vụ Dreyfus trong 'Đi tìm thời gian đã mất'. Tạp chí Văn Học, 10/2004
13. Đọc lại bài thơ 'Chợ Tết' của Đoàn Văn Cừ. Tạp chí Ngôn Ngữ & Đời Sống, 1+2 (111+112) / 2005
14. Sự song hành thời gian carnaval trong Don Kihoté của Cervantès. Tạp chí Văn Học Nước Ngoài, 03/2005
15. Các cấp độ thời gian trong truyện ngắn 'Chí Phèo'. Tạp chí Văn Học, 07/2005

### Ấn phẩm
1. Lịch sử văn học Pháp XVI, XVII, XVIII, XIX, XX (5 tập). Nhà xuất bản Thế Giới, 1990-2. Viết chung
2. Lịch sử văn học Pháp XVI, XVII (tập I) ; XVIII, XIX (Tập II) và XX - Tái bản (3 tập). Nhà xuất bản Đại học Quốc gia, 2005. Viết chung
3. Tuyển tác phẩm Lịch sử văn học Pháp thế kỉ XVI, XVII, XVIII, XIX, XX (5 tập - dịch song ngữ). Nhà xuất bản Thế Giới, 1995-7. Viết chung
4. Những chân trời văn chương. Nhà xuất bản Hội Nhà Văn, 1999. Chủ biên
5. Balzac, Tấn trò đời (tập 01, 15). Nhà xuất bản Thế Giới, 2000-1. Viết chung
6. Thi pháp truyện kể (sách dịch). Phòng tư liệu Khoa Văn Học
7. Nàng Bovary (dịch). Nhà xuất bản Thế Giới. Viết chung
8. Văn học Pháp và châu Âu (dạy cho các lớp cử nhân). Viết chung
9. Thơ Pháp và những vấn đề lí luận (dạy cho các lớp Cử nhân)
10. Phê bình văn học hiện đại của phương Tây - tiếp nhận và ứng dụng (dạy các lớp cao học)
11. Thời gian trong truyện kể (dạy cho các lớp Cao học)
12. Văn học Hi-La cổ đại và văn học Phục Hưng phương Tây. Chủ biên
13. Văn học Mĩ. Chủ biên
14. Thơ và Truyện và Cuộc Đời (400 trang). Nhà xuất bản Hội Nhà Văn, 2001
15. Phê bình văn học từ lý thuyết hiện đại (383 trang). Nhà xuất bản Giáo Dục, 2008